# هيروكو تسوجي
هيروكو تسوجي (باليابانية: 辻寛子؛ بالكانا: つじ ひろこ) هي موسيقية وملحنة وكاتبة غنائية يابانية، ولدت في 22 مارس 1986 في توياما في اليابان.

## وصلات خارجية
- الموقع الرسمي
- هيروكو تسوجي على موقع ميوزك برينز (الإنجليزية)
- هيروكو تسوجي على موقع أول ميوزيك (الإنجليزية)
- هيروكو تسوجي على موقع ديسكوغز (الإنجليزية)